# Ćosine Laze
Ćosine Laze su naselje u Republici Hrvatskoj u Požeško-slavonskoj županiji, u sastavu grada Požege.

## Zemljopis
Ćosine Laze su smještene oko 5 km južno od Požega na Požeškoj gori, susjedna naselja su Vasine Laze, Laze Prnjavor i Seoci.

## Stanovništvo
Prema popisu stanovništva iz 2011. godine Ćosine Laze su imale 27 stanovnika.
| broj stanovnika | 187   | 228   | 193   | 251   | 279   | 307   | 333   | 116   | 68    | 77    | 68    | 53    | 38    | 29    | 27    | 27    | 17    |
|                 | 1857. | 1869. | 1880. | 1890. | 1900. | 1910. | 1921. | 1931. | 1948. | 1953. | 1961. | 1971. | 1981. | 1991. | 2001. | 2011. | 2021. |